# تاب‌آوری اقلیمی

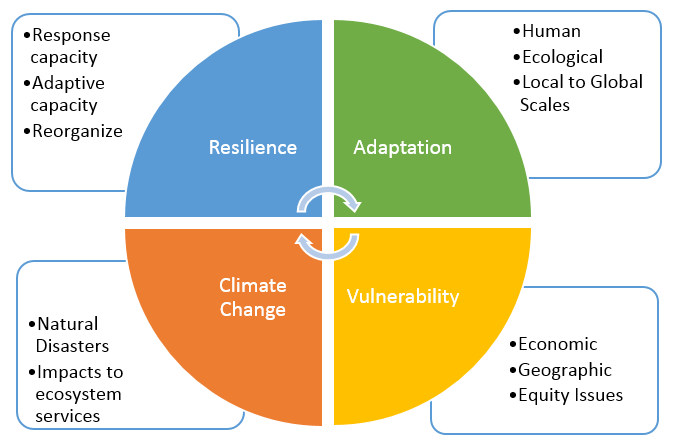
نموداری که ارتباط بین تغییرات آب و هوا، سازگاری، آسیب‌پذیری و تاب‌آوری را نشان می‌دهد.

تاب‌آوری آب‌وهوا (به انگلیسی: Climate resilience) به عنوان «ظرفیت اجتماعی، اقتصادی و بوم‌شناختی برای مقابله با یک رویداد یا روند یا اختلال خطرناک» تعریف می‌شود. این کار با "پاسخ دادن یا سازماندهی دوباره به روش‌هایی انجام می‌شود که عملکرد، هویت و ساختار اساسی آنها (و همچنین تنوع زیستی در مورد اکوسیستم‌ها) حفظ شود و در عین حال ظرفیت سازگاری، یادگیری و دگرگونی نیز حفظ شود. : SPM-5 تمرکز اصلی افزایش انعطاف‌پذیری آب و هوا، کاهش آسیب‌پذیری آب‌وهوایی است که جوامع و کشورها در حال حاضر با توجه به اثرات متعدد تغییرات آب‌وهوایی دارند. در حال حاضر، تلاش‌های تاب‌آوری آب‌وهوا شامل استراتژی‌های اجتماعی، اقتصادی، فناوری و سیاسی است که در تمام مقیاس‌های جامعه اجرا می‌شوند. تاب آوری کشاورزی مفهومی است که اخیراً در مدیریت منابع آب به آن پرداخته شده است و از بین راهکارهای موجود، مدیریت عرضه و تقاضا به عنوان موثرترین راهکار جهت افزایش تاب آوری کشاورزی شناخته شده است.
تاب‌آوری اقلیمی راهبردهایی را شامل می‌شود که ظرفیت انطباقی را افزایش می‌دهد، مانند توسعه زیرساخت‌های قوی، تقویت نگرش و دانش و شیوه‌های توسعه پایدار، و تقویت انسجام اجتماعی. از آنجایی که تغییرهای آب و هوایی منجر به رویدادهای شدید آب و هوایی مکرر می‌شود، تاب‌آوری اجتماعی هم به‌خودی خود برای محافظت از جمعیت‌های آسیب‌پذیر و تضمین توسعه پایدار بسیار مهم می‌شود.
اقدامات موثردر تاب‌آوری آب و هوا و اقلیم نه تنها خطرها را کاهش می‌دهد، بلکه فرصت‌های اقتصادی خاصی را ایجاد می‌کند. از اقدام جامعه محلی گرفته تا معاهده‌های جهانی، پرداختن به تاب‌آوری آب و هوا در اولویت قرار گرفته است، اگرچه می‌توان ادعا کرد که میزان چشمگیری از این نظریه هنوز به عمل تبدیل نشده است. با وجود این، یک جنبش قوی و همیشه در حال رشد وجود دارد که توسط نهادهای محلی و ملی به‌طور یکسان در جهت ایجاد و بهبود تاب‌آوری آب و هوا ایجاد می‌شود.